# Loane (chanteuse)
Pour les articles homonymes, voir Loane.
Ne doit pas être confondu avec Louane.
Loane Coste, plus couramment appelée Loane, est une auteure-compositrice-interprète française.

## Biographie
Pianiste dès son plus jeune âge, Loane entre au conservatoire pendant quelques années. Elle suit un cursus universitaire en information et communication jusqu'au DEA.
Loane sort son premier disque Jamais seule chez Virgin/EMI en 2008 entourée du manageur Malcolm Crespin, des réalisateurs Fabrice Dumont (Télépopmusik) et Frédéric Fortuny. Après avoir été révélée au Printemps de Bourges puis aux Francofolies 2008, lauréate de la sélection LE FAIR 2009, elle se produit sur de nombreuses scènes à travers toute la France. Son titre Danser la fait connaître du grand public, élu « live de l’année » de l’émission « Ce soir (ou jamais !) » sur France 3. En 2010, le groupe INXS l’invite à chanter le titre Mystify sur leur album hommage à Michael Hutchence.
Loane compose aussi pour le cinéma pour les réalisateurs Olivier Dahan (série Love Collection pour Cartier, 2007), Sophie Letourneur (Manue Bolonaise, 2005) et Gabriel Julien-Laferrière (Neuilly sa Mère, 2009). Elle interprète et signe les arrangements du générique de fin du film L'Écume des Jours pour Michel Gondry.
En 2011, Loane sort son deuxième album Le Lendemain chez Virgin Records. Il contient notamment le titre Adieu tristes sourires. C’est entre les studios Third Side Records et La Frette qu’elle co-réalise son disque avec David Sztanke (Tahiti Boy and the Palmtree Family) et Yann Arnaud. Elle s’entoure de Lenny Kravitz[Selon qui ?] qui chante avec elle la chanson Save us, ainsi que du chanteur Christophe qui vient prêter ses chœurs sur le dernier titre du disque L’impossible abîme. Leur collaboration se poursuit à l’occasion du festival littéraire Paris en Toutes Lettres où Loane est invitée par Christophe et Daniel Darc à interpréter avec eux le Bestiaire de Paris de Bernard Dimey à La Gaîté Lyrique. En novembre 2011, Loane et Christophe enregistrent une nouvelle version du titre Boby en duo.
En 2012, Loane collabore avec le musicien Olivier Schultheis, Benjamin Bohem, Rose, Mamfredos ou encore Daprinski. Elle collabore avec le réalisateur Michel Gondry sur le court métrage d’animation Haircut Mouse dont ils composent ensemble la musique. Elle interprète et arrange la chanson Mais, aime-la de Michel Berger pour le générique du film Mood Indigo de Michel Gondry avec qui elle enregistre une de ses chansons aux Studios Sear Sound à New York. En 2013, elle crée le groupe Georges avec Jérome Plasseraud et Emmanuel Marée. Ce groupe veut proposer une relecture de chansons phares des années 1950 & 60 dans un registre « électro chic ».
En 2014, Loane part séjourner[style à revoir] aux États-Unis quelques mois pour composer et écrire la majeure partie de son prochain album entourée des artistes Natalie et Elliot Bergman du groupe Wild Belle. Elle produit de nouveaux titres dans leur studio à Chicago. Elle apparait brièvement dans leur clip Another Girl.
Loane compose la musique du documentaire Elles ont toutes une histoire du réalisateur Nils Tavernier. 
Elle écrit, compose, réalise, chante et arrange son troisième album Alone qu'elle sort sur le label indépendant Huit Heures Cinq en février 2019, entourée de ses complices ingénieurs du son Ambroise Boret et Yann Arnaud. Les artistes Auden, Rose, Thousand, Elliot Bergman ou Olivier Marguerit participent à l'enregistrement de quelques titres ainsi que le réalisateur Michel Gondry en duo sur le titre Ne m'oublie pas. Artiste polyvalente, Loane réalise également un premier clip sur son titre  Normale, publié en janvier 2019.

## Carrière
En 2008, elle est une des révélations du Printemps de Bourges,, et se fait connaître du grand public avec son titre Jamais seule. Elle se produit sur de nombreuses scènes à travers toute la France.
- 2005 : Participation à la B.O du court métrage Manue Bolonaise réalisé par Sophie Letourneur
- 2007 : Participation à la B.O des courts métrages Love Collection réalisés par Olivier Dahan pour Cartier
- 2008 : Duo avec Polar (Some Velvet Morning, 68 Covers, French Songs)
- 2008 : Collaboration  avec Bardi Johannsson (The World Is Gray, Ghosts from the past)
- 2009 : Participation à la B.O du film Neuilly sa mère réalisé par Gabriel Julien-Laferrière
- 2009 : Reprise d'Amour perdu avec Salvatore Adamo (Le bal des gens bien)
- 2010 : Duo avec William Fitzsimmons (I don't feel it anymore, Derivatives)
- 2010 : Duo avec C.Sen (Le monde est merveilleux, Correspondances)
- 2010 : Adaptation en français du titre Mystify qu'elle interprète avec John Mayer sur l'album d'INXS (Original Sin)
- 2010 : Collaboration avec André Manoukian et Stéphane Belmondo (Everytime We Say Goodbye, So In Love)
- 2011 : Duo avec Lenny Kravitz (Save us, Le Lendemain)
- 2011 : Duo avec Christophe (Boby nouvelle version, Le Lendemain)
- 2011 : Lecture du Bestiaire de Paris de Bernard Dimey avec Christophe et Daniel Darc à La Gaîté Lyrique (Paris)
- 2012 : Collaboration avec le musicien Olivier Schultheis, écriture des textes de l’album de Benjamin Bohem
- 2012 : Musique composée avec Michel Gondry pour le court métrage d'animation Haircut Mouse.
- 2012 : Duo avec Daprinski (Western, Le corps d’un homme)
- 2013 : Reprise d'un titre de Michel Berger pour le générique de fin du film L’Écume des Jours réalisé par Michel Gondry
- 2016 : Musique originale du film documentaire (52 min) Elles ont toutes une histoire réalisé par Nils Tavernier
- 2021 : concert Hommage à Christophe le 12 septembre à la Philharmonie de Paris

## Discographie
- 2008 : Jamais seule

1. Petit bonheur
2. Jamais seule
3. Aimé
4. Contre toi
5. Ce que j'ai connu
6. Comme si quelqu'un
7. Femme qui court
8. Maman
9. Ailleurs
10. Je m'allège
11. Danser
12. T'arrêtes pas (Titre bonus)

- 2011 : Le lendemain

1. On s'en fout
2. Boby
3. Rien de commun
4. Parfum de fille
5. Save us (featuring Lenny Kravitz)
6. Adieu tristes sourires
7. Le goût des autres
8. Sans
9. Les châteaux hollandais
10. Les trains de nuit
11. L'impossible abîme
12. La vieille histoire (Titre bonus)

- 2019 : Alone

1. Etat Limite
2. Partout
3. La Folie
4. Desert
5. Avance
6. Ne m'oublie pas (featuring Michel Gondry)
7. Normale
8. Before Sunrise
9. Quelque part
10. Tu y penses
11. Andrea